# 德勒帕耶
德勒帕耶（發音：[təɹəbjá]或[təjəpʰjá]，1368年—1400年），旧譯多羅般，他是緬甸阿瓦王朝君主，1400年4月至11月間在位。多羅般是前任國王明基苏瓦绍盖的長子。他在阿瓦與勃固的四十年戰爭中擔任頭三次戰事的統帥，登基後由於精神失常被王位覬覦者暗殺。德勒帕耶死後被奉為緬甸神靈敏德亞。

## 生平

### 早年
德勒帕耶出生時正好有一頭白象也剛出生，因此德勒帕耶也有辛標信（ဆင်ဖြူရှင်，發音：[sʰɪ̀ɴ pʰjú ʃɪ̀ɴ]）的稱號，意為「白象王」。德勒帕耶還有個暱稱叫敏納傑（Min Na-Kye），意為「寬耳王」。德勒帕耶是明基苏瓦绍盖的長子，他視兩個異母弟明康和帝陀為競爭對手，對二人百般刁難，使父王明基苏瓦绍盖不得不於1381年（或1382年）將二人送離阿瓦王宮。1385年，明基苏瓦绍盖立德勒帕耶為王儲，並以名將央米丁總督梯羅伐的獨女敏拉妙作為德勒帕耶的正妃。

### 征戰
1385年至1386年，德勒帕耶與明康受命各領一軍南征勃固，德勒帕耶是阿瓦軍的最高統帥，由岳父梯羅伐與沙遇總督登卡杜紹南輔佐。德勒帕耶軍經東吁南下，激戰後攻下盤郊堡壘。後率軍穿越勃固城前往萊城支援明康軍。在勃固國王羅娑陀利出勃固進圍盤郊後，德勒帕耶急行軍解盤郊之圍，與羅娑陀利單挑象戰，羅娑陀利隨後撤軍。明康軍從萊趕至，無視德勒帕耶先合兵後進擊的命令，貿然追擊羅娑陀利軍後被擊潰。五天後，鑒於雨季即將來臨，阿瓦軍班師回朝，結束長達五個月的戰爭。
1386年至1387年，明基苏瓦绍盖親率大軍南征，德勒帕耶受命領一軍經卑謬南下。德勒帕耶軍攻下茂比，但在萊城陷入苦戰，羅娑陀利隨後抄阿瓦軍後路奪回茂比。之後的戰事中，阿瓦的攻勢毫無進展，無法攻下德貢、萊、达拉、茂比任一座堡壘，卻因戰鬥、疾病減員許多人。阿瓦軍在雨季來臨前撤軍。
1390年至1391年，明基苏瓦绍盖再次親征，德勒帕耶依然自領一軍經東吁南下。德勒帕耶軍在盤郊受阻並陷入苦戰。這次戰事的主戰場在伊洛瓦底江畔的古圖。後雙方簽訂和約，阿瓦軍回師。

### 統治
1400年4月，明基苏瓦绍盖崩逝，德勒帕耶即位為王。德勒帕耶的統治只維持了短暫的7個月。緬甸史書記載，德勒帕耶在5個月的統治後出現精神失常的症狀。據說德勒帕耶在翁民梨（Aung Pinle）地區的一次狩獵中，與森林中的仙女邂逅、戀愛並野合，德勒帕耶認為這仙女就是薩拉斯瓦蒂的化身，仙女消失後德勒帕耶陷入瘋狂。回宮後，德勒帕耶失常的行為使宮廷中逐漸出現王位更替的謠言。實皆總督亞扎丁堅（Yazathingyan）覬覦王位，召集大軍向阿瓦進發，卻在戰船離港時死於一場不尋常的意外。精神失常的德勒帕耶對周遭的變化毫無知覺，後被曾經的導師，覬覦王位的太公總督梯訶波帝暗殺。
梯訶波帝隨即自立為王，然而，以首相溫秦明耶沙為首的阿瓦廷臣不接受梯訶波帝，不久便處死了他。隨後，阿瓦廷臣擁戴德勒帕耶的弟弟明康繼位為王。德勒帕耶死後被奉為緬甸神靈敏德亞。